# پایستگی بار
پایستگی بار در فیزیک، قانونی است که بیان می‌دارد بار الکتریکی نه به وجود می‌آید نه از بین می‌برد. یکسان‌بودن مجموع بارهای کل جهان باعث می‌شود به آن یک کمیت پایسته بگویند. اولین بار این قانون توسط فیزیک‌دان آمریکایی بنجامین فرانکلین در ۱۷۴۷ بیان شد.
اکنون کشف و بیان شده‌است در اینجا و اروپا که آتش الکتریکی یک عنصر واقعی یا نوعی از ماده است با اصطکاک به وجود نمی‌آید بلکه فقط جمع‌آوری می‌شود.— Benjamin Franklin، Letter to Cadwallader Colden, 5 June 1747
پایستگی بار مستقیما به قانون‌های مداری کیرشهف می‌انجامد.

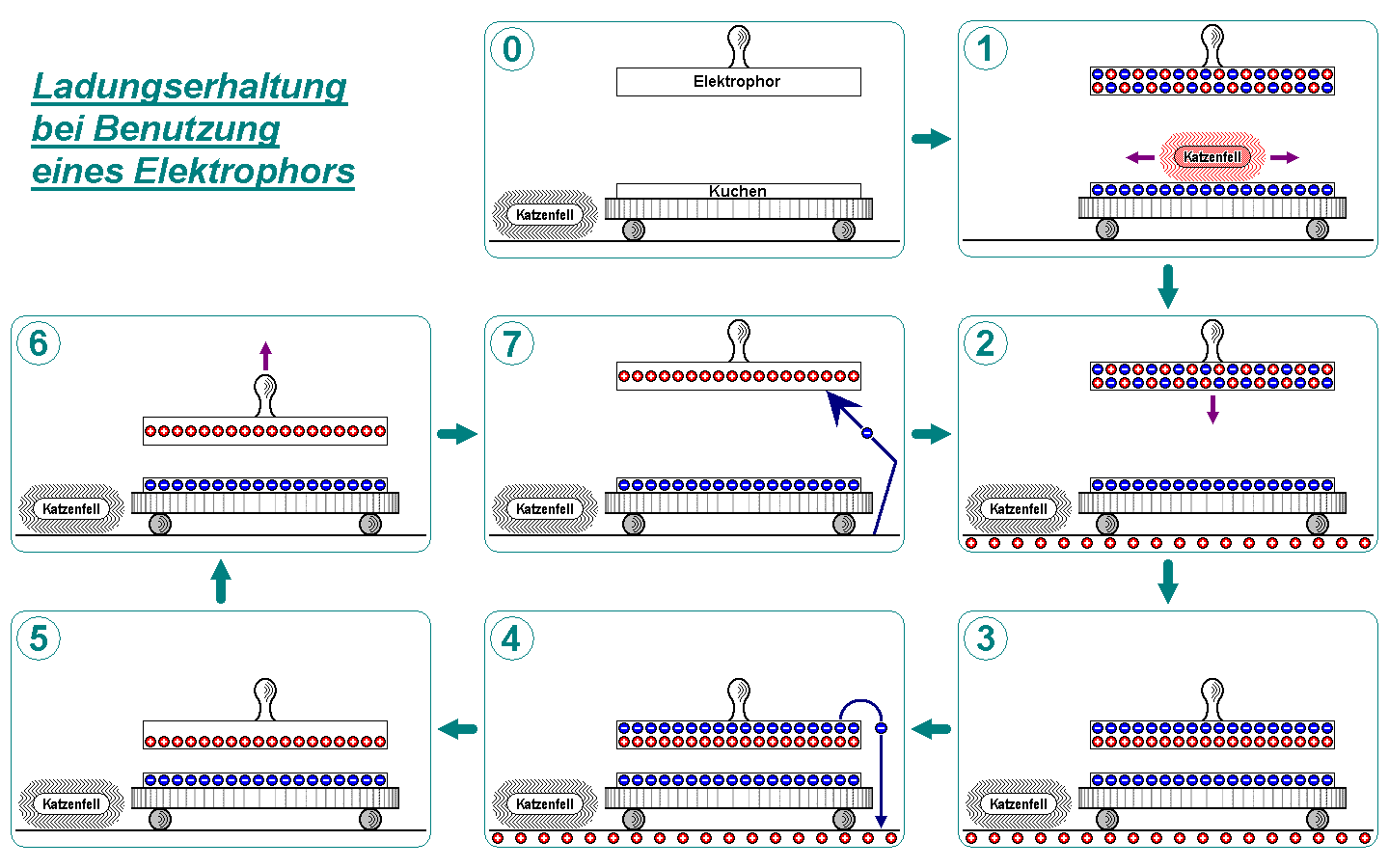
نمایی از شماتیک پایستگی بار در هنگام استفاده از الکتروفور